# روان‌شناسی فرگشتی دین
روان‌شناسی فرگشتی دین، مطالعه باور دینی با استفاده از اصول روان‌شناسی فرگشتی و یک رویکرد به روان‌شناسی دین است. به مانند تمام دیگر اعضای بدن، مغز و ساختار عملکرد شناخت، بر پایه ژنتیک شناخته شده‌اند، و بنابراین موضوع فرگشت و انتخاب طبیعی بر آن اعمال شده است. مانند دیگر ارگان‌ها و بافت‌ها، این عملکردهای ساختاری بایستی میان تمام انسان‌ها مشترک باشند و برای مشکلات بقای انسان و تولیدمثل نقش ایفا کنند. روان‌شناسان فرگشتی بر این هستند که این فرایندهای شناختی، در این مورد دین را، با استفاده از اهمیت آن در بقای انسان و تولیدمثل دریابند.

## پیدایش دین در اثر توانایی ذهن‌سازی انسان خردمند
رابین دانبار، روان‌شناس فرگشتی و متخصص در رفتار نخستی‌ها، استدلال می‌کند که، گونه‌های قبلی از جنس انسان خردمند، مانند نئاندرتال‌ها، احتمالاً دارای ظرفیت‌های شناختی بودند که امکان آگاهی معنوی را فراهم می‌کرد. این آگاهی ممکن بود بیان اجتماعی محدودی مانند سرود خواندن در غارها و جنگل‌های سایه‌دار پیدا کند اما با ظهور هومو ساپینس - انسان‌های مدرن از نظر تشریحی - در حدود ۲۰۰۰۰۰ سال پیش بود که دین بخشی از تجربه بشری شد. محرک دین، توانایی‌های شناختی بسیار قوی‌تر انسان‌های خردمند و توانایی «ذهن‌سازی» بود - توانایی‌ای که نئاندرتال‌ها و سایر سرده انسان فقط در مقادیر متوسطی از آن برخوردار بودند. ذهنی‌سازی به انسان‌های خردمند این توانایی را داد که از ناشناخته‌ها پرسش کنند، این توانایی را داشته باشند که به آنچه در پشت سطح زندگی نهفته است فکر کنند، و دنیای دیگری موازی با دنیای ما - یک دنیای معنوی یا متعالی را تصور کنند. توانایی ذهنی کردن همچنین به انسان خردمند توانایی انجام کارهای دیگر مانند خلق داستان یا انجام علم را می‌دهد. توانایی‌های ذهنی برتر انسان‌های خردمند به آن‌ها این امکان را می‌داد که گزاره‌های پیچیده را درک کنند و با دیگر انسان‌ها خود درگیر بحث و گفتگو شوند که باعث ایجاد «دین اشتراکی» می‌شود، که از نظر دانبار جوهر دین است. این تجربه‌ها از طریق آیین‌ها، اسطوره‌ها، خلسه‌ها و برانگیختن احساس حضور در دنیایی موازی با زندگی پس از مرگ و روابط با اجداد به اشتراک گذاشته شد. این مراسم مذهبی اندورفین را آزاد می‌کند که انسان را قادر می‌سازد احساسات غوطه‌ور شدن در آگاهی فراتر از خود را تجربه کند. احساسات مبتنی بر اندورفین برای بقای دین مهم هستند، زیرا باعث می‌شوند که شما بخواهید برای دریافت بیشتر این هورمون آرامبخش به دین وابسته باشید. اندورفین‌ها پیوند اجتماعی را تقویت می‌کنند و به عنوان یک داروی طبیعی سلامت شخصی را بهبود می‌بخشند.

## مکانیزم فرگشت

### فرضیه‌ها
دانشمندان عموماً با این ایده موافق هستند که تمایل به درگیر شدن در رفتار مذهبی در اوایل تاریخ بشر شکل گرفته است. با این حال، در مورد مکانیسم‌های دقیقی که فرگشت ذهن دینی را پیش برد، اختلاف نظر وجود دارد. دو مکتب فکری وجود دارد.
1. یکی این که دین خود به دلیل انتخاب طبیعی فرگشت یافته و یک سازگاری یا انطباق است که در این صورت دین نوعی مزیت فرگشتی را به ارمغان می‌آورد.[۳][۴]
2. نظریه دوم بر این اساس است که باورها و رفتارهای مذهبی، مانند مفهوم خدای اولیه، دین ممکن است به عنوان اسپندرال (زیست‌شناسی) (محصول جانبی سایر صفات سازگاری) ظاهر شده باشند، بدون اینکه در ابتدا به دلیل منافع خود انتخاب شوند.[۵][۶][۷]

## دین به عنوان سازگاری
«دین به عنوان سازگاری» بر دین به عنوان یک سازگاری بیولوژیکی تمرکز می‌کند که در ابتدا توسعه یافته و اکنون ادامه دارد زیرا مزایای تولید مثلی خالص را برای افراد یا گروه‌های مذهبی فراهم می‌کند. روان‌شناس فرگشتی، استیون پینکر عنوان می‌کند که تلاش‌هایی برای توضیح دین به‌عنوان سازگاری بیولوژیکی صورت گرفته است که سه توضیح برای آن ارائه شده است: نخست اینکه دین آرامش می‌دهد. دوم اینکه یک جامعه را گرد هم می‌آورد و سوم این است که دین منشأ آرزوهای اخلاقی بالاتر ماست.

### ارتباط با آرامش و سلامتی
مطالعاتی که ارتباط مثبت مستقیم‌تری بین اعمال مذهبی و سلامتی و طول عمر نشان می‌دهند، بحث برانگیزتر هستند. هارولد جی. کونیگ و هاروی جی کوهن نتایج ۱۰۰ مطالعه مبتنی بر شواهد را خلاصه و ارزیابی کردند که به‌طور سیستماتیک رابطه بین دین و رفاه انسان را مورد بررسی قرار دادند و دریافتند که ۷۹٪ تأثیر مثبتی از خود نشان دادند. رابین دانبار، استدلال می‌کند که دین برای نوع بشر بسیار مفید بوده است. شواهد حاکی از آن است که افراد فعال مذهبی شادتر، از زندگی خود راضی‌تر، با اجتماعات خود بیشتر درگیر هستند، به افرادی که بیشتر در میان آنها زندگی می‌کنند اعتماد دارند، دوستان نزدیک بیشتری دارند، سالم‌تر هستند و عمر طولانی‌تری دارند.
چنین مطالعاتی در رسانه‌های جمعی، همان‌طور که در یک برنامه ان‌پی‌آر در سال ۲۰۰۹ مشاهده شد که یافته‌های «گیل آیرونسون»، استاد دانشگاه میامی را پوشش می‌داد مبنی بر اینکه اعتقاد به خدا و احساس قوی معنویت با بار ویروسی کمتر و بهبود سطح سلول‌های ایمنی بیماران اچ‌آی‌وی در ارتباط است. ریچارد پی اسلون از دانشگاه کلمبیا، در مقابل، به «نیویورک تایمز» گفت که «هیچ مدرک متقاعد کننده واقعاً خوبی وجود ندارد که بین مشارکت مذهبی و سلامت رابطه وجود داشته باشد.» بحث بر سر اعتبار این یافته‌ها ادامه دارد، که لزوماً رابطه علت و معلولی مستقیم بین دین و سلامت را ثابت نمی‌کند. «مارک استیبیچ» ادعا می‌کند که یک همبستگی واضح وجود دارد، اما دلیل آن نامشخص است. انتقاد از چنین تأثیرات دارونما، و همچنین مزیت معنابخشی دین این است که به نظر می‌رسد مکانیسم‌های پیچیده‌تری نسبت به رفتار دینی بتواند به چنین اهدافی دست یابد.
به عقیده استیون پینکر، مفاهیم یک شبان خیرخواه، یک برنامه جهانی، یک زندگی پس از مرگ، یا فقط بیابان، درد انسان بودن را کاهش می‌دهد.

### تئوری‌های همبستگی اجتماعی
درک گسترش جامعه انسانی و همکاری فراتر از خویشاوندان و خویشاوندان همچنان یک معمای مهم تکاملی است. احتمالاً شبکه پیچیده ای از فرآیندها شامل نهادها، هنجارها و شیوه ها وجود دارد که به این پدیده کمک می کند. شواهد قابل‌توجهی نشان می‌دهد که یکی از این فرآیندها شامل اجزای خاصی از نظام‌های دینی است که ممکن است گسترش همکاری‌های انسانی را به طرق مختلف، از جمله اشکال خاصی از مناسک و تعهد به انواع خاصی از خدایان، تقویت کرده باشد.
دورکیم ([۱۹۶۵/۱۹۱۲]، به طرز معروفی استدلال کرد که نظام‌های دینی کارکرد پیوند دادن افراد به اجتماع‌های اخلاقی را دارند.
ریچارد سوسیس و کندیس آلکورتا چندین نظریه برجسته برای ارزش تطبیقی دین را بررسی کرده‌اند. بسیاری از آنها «تئوری‌های همبستگی اجتماعی» هستند، که دین برای افزایش همکاری و انسجام در گروه‌ها فرگشت یافته است. عضویت در گروه به نوبه خود مزایایی را به همراه دارد که می‌تواند شانس فرد را برای بقا و تولید مثل افزایش دهد. این مزایا از مزایای هماهنگی تا تسهیل قوانین رفتار پرهزینه را شامل می‌شود.
سوسیس همچنین در مورد ۲۰۰ جوامع آرمان شهر آمریکا در قرن نوزدهم، مذهبی و سکولار (عمدتاً سوسیالیسم تخیلی) تحقیق کرد. ۳۹ درصد از جوامع مذهبی هنوز ۲۰ سال پس از تأسیس خود فعال بودند در حالی که تنها ۶ درصد از جوامع سکولار فعال بودند. تعداد فداکاری‌های پرهزینه‌ای که یک جامعهٔ مذهبی از اعضای خود می‌خواست تأثیر خطی بر دوام عمر آن داشت، در حالی که در جوامع سکولار تقاضا برای فداکاری‌های پرهزینه با دوام عمر آن ارتباط نداشت و اکثر جوامع سکولار در عرض ۸ سال شکست خوردند. سوسیس از روی راپاپورت انسان‌شناس استناد می‌کند که معتقد است آیین‌ها و قوانین زمانی مؤثرتر هستند که مقدس شوند. روان‌شناس اجتماعی جاناتان‌هایت از تحقیقات سوسیس در کتاب ذهن درستکار در سال ۲۰۱۲ به عنوان بهترین مدرک برای این که دین راه‌حلی است انطباقی برای مشکل معضل مفت‌سواری با امکان همکاری بدون انتخاب خویشاوندی نام می‌برد. راندولف ام. نِس، محقق پزشکی فرگشتی و زیست‌شناس نظری ماری جین وست-ابرهارد استدلال کرده‌اند که از آنجایی که انسان‌های دارای گرایش‌های نوع‌دوستانه، به‌عنوان شرکای اجتماعی ترجیح داده می‌شوند، با انتخاب اجتماعی از مزایای سازگاری برخوردار می‌شوند، و نِسه استدلال می‌کند که انتخاب اجتماعی به انسان‌ها به عنوان یک گونه این امکان را داده است که به طرز فوق‌العاده‌ای همکاری کنند و قادر به ایجاد فرهنگ شوند.
ادوارد ویلسون، قویاً انسجام گروهی را به عنوان محرک توسعه دین پیشنهاد می‌کند. او همچنین فرض می‌کند که در انسان‌های خردمند، به لطف پیش‌مغز عظیمشان، یک تعامل پیچیده بین فرگشت گروهی و فرگشت فردی در یک گروه ایجاد شده است.
این نظریه‌های همبستگی اجتماعی ممکن است به توضیح ماهیت دردناک یا خطرناک بسیاری از مناسک مذهبی کمک کند. نظریه علامت‌دهی پرهزینه نشان می‌دهد که چنین تشریفاتی ممکن است به عنوان علامت‌دهی‌های عمومی و جعلی باشد مبنی بر اینکه تعهد یک فرد به گروه صادقانه است. از آنجایی که تلاش برای فریب دادن سیستم سود قابل توجهی خواهد داشت - بهره بردن از مزایای زندگی گروهی بدون پرداخت هیچ هزینه احتمالی - این مراسم چیزی نیست که بتوان آن را ساده انگاشت. جنگ نمونه خوبی از هزینه‌های زندگی گروهی است و ریچارد سوسیس، هاوارد سی کرس و جیمز اس. بوستر یک نظرسنجی بین فرهنگی انجام دادند که نشان داد مردان در جوامعی که درگیر جنگ هستند، تسلیم پرهزینه‌ترین آیین‌ها هستند.

#### انتخاب گروهی
ریچارد داوکینز می‌نویسد، برخی تبیین‌های غائی دین، به نظریه‌های انتخاب گروهی راه می‌برند. به نظر کالین رِنفرو، باستان‌شناس  بریتانیایی، مسیحیت به مدد نوعی انتخاب گروهی باقی مانده است، چون مسیحیت ایدهٔ وفادارای درون‌گروهی و عشق برادرانهٔ درون‌گروهی را تقویت می‌کند، و به مؤمنان کمک می‌کند تا به بهای زوال گروه‌های کمتر دیندار، پیروز شوند. دیوید اسلون ویلسون آمریکایی، مرجع دیگر نظریهٔ انتخاب گروهی، جداگانه به ایدهٔ مشابهی رسید و آن را در کتاب کاتدرال داروین شرح داده است. داوکینز نظری متفاوت با ویلسون دارد و چنین مثالی را برای این موضوع شرح می‌دهد: به فرض قبیله‌ای معتقد به ربّ‌النوع جنگجوی «خدای نبردها» باشد. این قبیله با قبایل رقیب در جنگ است. قبایل رقیب یا اصلاً خدایی ندارند یا خدایگان‌شان حامی صلح و صفا هستند. جنگجویانی که متعصبانه معتقد باشند که اگر در نبرد کشته شوند، خدای آنها مستقیماً آنها را به بهشت گسیل می‌کند، دلیرانه می‌جنگند، و مشتاقانه جان‌فشانی می‌کنند. پس قبایل مؤمن به این دین در نبرد با قبایل دیگر بخت بیشتری برای پیروزی، غارت اموال و احشام قبایل شکست خورده، و به کنیزی بردن زنان قبایل مغلوب دارند. قبایل موفق، بذر اعتقاد خود را در دل مغلوبان می‌کارند و آنان را به کیش خویش درمی‌آورند و آن قبایل دیگر هم به همین سیاق کیش دیگران را عوض می‌کنند، تا اینکه سرانجام همهٔ قبایل پرستندهٔ خدای قبیلهٔ واحدی شوند.

#### برانگیزنده رفتارهای ضد اجتماعی
جان تیهان عضو هیئت تحریریه علم روان‌شناسی فرگشتی در کتاب به نام خدا: ریشه‌های تکاملی اخلاق مذهبی و خشونت نوشته است: گرایش عمیقی در اخلاق انسانی موجود است که انسانیت را به دو دسته تقسیم می‌کند: درون گروهی (خانواده، همسایگان، هموطنان و غیره) و برون گروهی (همه دیگران). خطر اصلی ادیان این است که با اعطای مقام کیهانی به هم دینان، این جدایی شهودی را تقدیس می‌کند. با انجام این کار، مکانیسم‌های همکاری و همبستگی در درون گروه را تقویت می‌کند و در نتیجه به انسجام اجتماعی آن کمک می‌کند، اما به نوبه خود عدم تحمل نسبت به انسان‌های بیرونی را تشدید می‌کند، حتی تعلق آنها را به انسانیت را انکار می‌کند. تیهان نشان می‌دهد که این نه تنها در مورد ادیان قومی مانند یهودیت، بلکه برای ادیان به ظاهر جهانی تر مانند مسیحیت و اسلام نیز صادق است.
اخلاق دینی شامل مهربانی با هم دین‌ها و نفرت از غیر است. دانبار عنوان می‌کند که یکی از روندهای نگران‌کننده استفاده از هویت مذهبی برای ارتقای منافع سیاسی بوده است. در حالی که دین در سطح شخصی سودمند بوده است، توانایی آن در برانگیختن خشونت جمعیت علیه اعضای سایر ادیان همیشه یک مشکل بزرگ برای ادیان بوده و هنوز هم هست. همان شالوده‌های مذهبی که باعث ایجاد رفتار اجتماعی طرفدار در درون گروه می‌شود، می‌تواند رفتار ضداجتماعی در خارج از آن را نیز برانگیزد - هرچه انسان‌ها بیشتر با هم در دین مشترک پیوند برقرار کند، اشتراکات آنها با پیروان سایر ادیان کمتر می‌شود و هنگامی که هویت مذهبی توسط دولت مورد حمایت قرار گیرد، نتیجه می‌تواند فاجعه بار باشد.

### ارتباط با اخلاق بالاتر
روان‌شناس فرگشتی، استیون پینکر مخالف نظریه دین به عنوان منشأ آرزوهای اخلاقی بالاتر انسان است. او نوشته است:
 یک مشکل بزرگ برای این فرضیه این است که کتاب مقدس، کتابی است که راهنمای تجاوز، نسل‌کشی و تخریب است. خدا به بنی‌اسرائیل می‌گوید که به تمام روستاهای مدیان حمله کنند: «همه مردان را بکشید، همه بچه‌ها را بکشید، همه پیرزن‌ها را بکشید. زنان جوانی را که به نظر شما جذاب هستند، آنها را به محل زندگی خود بازگردانید، آنها را حبس کنید، سرشان را بتراشید، آنها را به مدت ۳۰ روز در یک اتاق حبس کنید تا زمانی که دیگر گریه‌های خود را متوقف کنند زیرا شما مادر و پدرشان را کشته‌اید، و سپس او را به عنوان همسر دوم یا سوم یا چهارم یا پنجم بگیرید.» بنابراین، کتاب مقدس، برخلاف آنچه ظاهراً اکثریت آمریکایی‌ها معتقدند، از منبع ارزش‌های اخلاقی بالاتر دور است.

#### فرضیه خدایان اخلاقی
در مورد دین و اخلاق عقیده به وجود خدایان اخلاقی - عوامل ماوراء طبیعی قدرتمندی که بر رفتار نظارت می‌کنند و تخلفات اخلاقی را مجازات می‌کنند- رواج دارد. آرا نورنزایان و همکارانش استدلال کرده‌اند که عامل مهم در چنین عقیده ای گذار انسان از گروه‌های کوچک و خویشاوندی به جوامع بزرگ است. در جوامع کوچک و سنتی که همه افراد دیگر را می‌شناسند و بیشتر رفتارهای اجتماعی به راحتی مشاهده و گزارش می‌شود، تخلف‌ها و عاملان آن به راحتی قابل تشخیص است. فن‌آوری‌های مدرن نظارت، مانند دوربین‌های پلیس، کارت‌های شناسایی، و سوابق رایانه‌ای، امکان نظارت گسترده‌ای را بر سارقان، کلاهبرداران، فراریان، و سواران آزاد توسط مقامات تعیین‌شده فراهم می‌کنند. اما برای چندین هزار سال، که طی آن به اصطلاح «ادیان اخلاقی» تکامل یافتند، بسیاری از جمعیت جهان در جوامع نسبتاً پیچیده‌ای زندگی می‌کردند که در آن تعامل با غریبه‌ها رایج بود و خلافکاران می‌توانستند با پوشیدن ردای گمنامی از مجازات فرار کنند. به گفته نورنزایان و همکارانش، فرض اخلاقی کردن خدا یا خدایان، «چشمی در آسمان» را ارائه می‌کنند، که اثرات مضر خلافکاران و تقلب‌ها را کاهش می‌دهد و به گروه‌هایی با چنین خدایی اجازه می‌دهد که بقا پیدا کنند و شکوفا شوند. انبوهی از شواهد از مطالعات اولیه نشان می‌دهد که فعال شدن مفاهیم ماوراء طبیعی می‌تواند پایبندی به هنجارهای اخلاقی را تقویت کند. از سوی دیگر، سایر مطالعات آغازگر، اثرات «غیر اجتماعی» اعداد اول مذهبی را نشان داده‌اند، سه عدد اول مرتبط با دین عبارتند از اول عوامل دینی (مثلاً خدا، فرشته)، اول معنوی/ذهنی (مثلاً الهی، مقدس)، و اول نهادی/عینی (مثلاً آیین، کتاب مقدس). استدلال نورنزایان و همکارانش این است که موفقیت فرهنگی «خدایان اخلاقی» به این دلیل است که اعضای گروه‌هایی با اعتقاد به چنین خدایی رفتارهایی دارند که به آن گروه‌ها اجازه می‌دهد بزرگ‌تر و بزرگ‌تر شوند - که به نفع «ثبات، بقا، و گسترش، در مقابل رقبای کمتر موفق است» از طرفی دیگر چنین رفتارهایی ممکن است تهاجمی، کشنده و حتی نسل‌کشی باشند. فعال کردن مفهوم اخلاقی کردن عوامل فراطبیعی باید رفتارهایی را تشویق کند که منافع درون گروهی را ارتقا دهد، خواه این رفتارها «خوب» یا «نامطبوع» باشند. زمانی که مقدمه‌سازی با مفاهیم خدا، نوع‌دوستی را ترویج می‌کند، باید انتظار داشته باشیم که این نوع‌دوستی به‌جای بی‌تفاوتی جزئی (محدود به درون گروه) باشد، و اگر رفتارهایی برای آسیب رساندن به گروه‌های بیرونی مرتبط انجام شود، جای تعجب نیست. فرضیه «خدایان اخلاقی» راه حلی برای هر دو معما ارائه می‌دهد و پیشنهاد می‌کند که اعتقاد به عوامل ماوراء طبیعی که از نظر اخلاقی نگران هستند از نظر فرهنگی برای تسهیل همکاری بین غریبه‌ها در جوامع بزرگ تکامل یافته است. ارتباط بین حضور خدایان اخلاقی و پیچیدگی اجتماعی پیشنهاد شده است. بر پایه یک تحقیق به‌طور سیستماتیک سوابق ۴۱۴ جامعه در ۱۰۰۰۰ سال گذشته از ۳۰ منطقه در سرتاسر جهان با استفاده از ۵۱ معیار پیچیدگی اجتماعی و ۴ معیار اجرای فراطبیعی اخلاقی بررسی شده است. تجزیه و تحلیل‌ها نه تنها ارتباط بین خدایان اخلاقی و پیچیدگی اجتماعی را تأیید می‌کند، بلکه نشان می‌دهد که خدایان اخلاقی پس از افزایش پیچیدگی اجتماعی - نه پیش از آن- افزایش می‌یابد. «خدایان بزرگ» و مجازات‌های فراطبیعی اخلاقی قدرتمند تنها پس از ظهور «مگا جوامع» با جمعیتی بیش از یک میلیون نفر ظاهر می‌شوند. اخلاقی کردن خدایان پیش نیازی برای تکامل پیچیدگی اجتماعی نیست، اما ممکن است به حفظ و گسترش امپراتوری‌های چند قومیتی پیچیده پس از استقرار آنها کمک کند. در مقابل، آیین‌هایی که استانداردسازی سنت‌های مذهبی را در میان جمعیت‌های بزرگ تسهیل می‌کنند، عموماً مقدم بر ظهور خدایان اخلاقی هستند.

## دین به عنوان محصول جانبی
این مدل معتقد است که دین محصول جانبی پودمان‌های شناختی در مغز انسان است که در گذشته فرگشتی برای مقابله با مشکلات بقا و تولید مثل پدید آمده است.
انسان مذهبی وقت و انرژی و هزینه و حتی زندگی خود را وقف باورهایی می‌کند که سودی به حال او ندارد اما این رفتار از دید ریچارد داوکینز یک محصول جانبی نامطلوب یا یک انحراف از یک خصیصه دیگر است که شاید زمانی مفید بوده است. به بیان دیگر، گرایشی که در شرایط خاصی توسط نیاکان ما انتخاب شده در واقع دین نبوده است و بلکه فایده‌های دیگری داشته و تنها به شکلی کاملاً تصادفی در قالب رفتار دینی ظاهر شده است.

### تشخیص عامل
دانشمندان بر این باورند که اعتقاد به خدایان کنشگر یک محصول فرعی فرگشتی تشخیص عامل است و می‌توان آن را یک اسپندرال (زیست‌شناسی) در نظر گرفت، که یک صفت غیر انطباقی است که به‌عنوان عارضه جانبی یک صفت تطبیقی شکل می‌گیرد.
تشخیص عامل تمایل حیوانات، از جمله انسان، به فرض مداخله هدفمند یک عامل هوشیار یا باهوش است. تشخیص عامل به این استنباط اشاره دارد که رویدادهای مشاهده شده در محیط به‌طور عمدی توسط دیگران ایجاد می‌شوند. ابتدا یک عامل تشخیص داده می‌شود و سپس حالت‌های ذهنی مانند باورها، احساسات و نیات به عاملی که تشخیص داده می‌شود، نسبت داده می‌شود.
ویژگی روان‌شناختی مورد بحث این است که «اگر صدای شکستن یک شاخه را در جنگل بشنوید، احتمالاً یک نیرو یا عامل پشت آن است»، که منجر به عکس‌العمل و اجتناب نخستی‌سانان از شکارچیان احتمالی که به دنبال خوردن یا کشتن آنها هستند، می‌شود. به‌طور فرضی، این ویژگی می‌تواند در انسان‌های امروزی به شکل حساسیت بیش از حد برای تشخیص عامل باقی بماند. برخی روان‌شناسی فرگشتی این نظریه را مطرح می‌کنند که «حتی اگر صدایی ناشی از باد باشد، انسان‌های امروزی همچنان تمایل دارند که صدا را به یک عامل ذی‌شعور نسبت دهند؛ آنها این شخص را الوهیت می‌نامند».
طبق نظر اولریش کونن و همکاران، دین نیز ممکن است در شکل‌گیری انسجام گروهی نقش داشته باشد. همان‌طور که مغز انسان تکامل یافت، افزایش ظرفیت شناختی انسان را قادر ساخت تا به دلیل افزایش محاسبات شناختی، سازماندهی و قدرت زنده ماندن بهتری داشته باشند. نسبت نئوکورتکس (حجم ماده خاکستری) مغز انسان در مقایسه با سایر حیوانات بسیار بزرگتر است زیرا تنها ۲ درصد وزن بدن است در حالی که ۲۰ درصد انرژی مصرف شده را مصرف می‌کند. فرضیه هوش ماکیاولی توضیح می‌دهد که با مغزهای بزرگ‌تر، انسان‌ها زبان و دیگر اشکال بیان را به عنوان ابزار ارتباطی توسعه دادند. این منجر به اشتراک دانش و منابع، افزایش سازگاری برای اعضای گروه شد. با گذشت زمان، با بزرگ‌تر شدن و پیچیده‌تر شدن گروه‌ها، حفظ نظم اجتماعی به ظرفیت ذهنی بیشتری نیاز داشت.
انسان‌ها بر اساس ایده‌های مشترک عاملیت با یکدیگر ارتباط برقرار می‌کنند. تبادل اطلاعات جمعی به گروه‌ها اجازه می‌داد تا قوانین، نقش‌ها و مناسکی را ایجاد کنند که منجر به پدیده‌های اعمال مذهبی و ماوراء الطبیعه شد. قوانین و نقش‌های مقدس تضمین می‌کرد که همه اعضا نقش داشته باشند و از ساختار سلسله مراتبی پیروی کنند. کسانی که به بقای گروه کمک می‌کردند، پاداش می‌گرفتند. همان‌طور که جاناتان‌هایت در ذهن درستکار استدلال می‌کند، این ساختار عمدتاً مشکل سوارکاران آزاد (کسانی که از تلاش‌های بقای دیگران بهره می‌برند و در ازای آن سهم کمی در هزینه‌ها دارند) را حل می‌کند.
با این حال، تشخیص عامل به تنهایی ممکن است کاتالیزور اولیه برای اعتقاد به عوامل ماوراء طبیعی نبوده باشد. گری و وگنر ادعا می‌کنند که تشخیص عامل احتمالاً «پایه‌ای برای باور انسان به خدا» است، اما «انتساب ساده عاملیت نمی‌تواند به‌طور کامل اعتقاد به خدا را توجیه کند…» زیرا توانایی انسان برای تشکیل یک نظریه ذهن و آنچه آنها به عنوان "نظریه وجودی ذهن" از آن یاد می‌کنند نیز لازم است که "به ما ظرفیت شناختی اولیه برای تصور خدا را بدهد.

#### پرهیز از خطر ناشناخته
محققان دیگر فرآیندهای روانشناختی خاصی را پیشنهاد کرده‌اند که انتخاب طبیعی ممکن است در کنار مذهب آن‌ها را تقویت کرده باشد. چنین مکانیسم‌هایی ممکن است شامل توانایی استنباط وجود ارگانیسم‌هایی باشد که ممکن است به آنها آسیب برساند (فرض عامل هوشمند)، توانایی ارائه روایت‌های علّی برای رویدادهای طبیعی (سبب‌شناسی)، و توانایی تشخیص اینکه افراد دیگر با عقاید، تمایلات و مقاصد خود ذهنی دارند (نظریه ذهن). این سه انطباق (در میان سایر موارد) به انسان اجازه می‌دهد تا عوامل هدفمندی را در پشت بسیاری از مشاهدات تصور کند که به راحتی نمی‌توان آنها را توضیح داد، به عنوان مثال، رعد و برق، حرکت سیارات، پیچیدگی حیات.
پاسکال بویر در کتاب خود تشریح دین (۲۰۰۱) پیشنهاد می‌کند که توضیح ساده ای برای آگاهی مذهبی وجود ندارد. او بر اساس ایده‌های انسان‌شناسان شناختی دن اسپربر و اسکات آتران استوار است، که استدلال می‌کردند که شناخت دینی محصول جانبی سازگاری‌های فرگشتی مختلف، از جمله روان‌شناسی عامیانه است. خدایی که از بسیاری جهات شبیه انسان است، اما بسیار قدرتمندتر است، چنین مفهومی است، در حالی که خدایی اغلب بسیار انتزاعی‌تر که توسط متکلمان الهیات به‌طور طولانی مورد بحث قرار می‌گیرد، اغلب بیش از حد غیر شهودی است. آزمایش‌ها تأیید می‌کنند که افراد مذهبی دربارهٔ خدای خود با عبارات انسان‌انگاری فکر می‌کنند، حتی اگر این با آموزه‌های کلامی پیچیده‌تر دینشان در تضاد باشد. «پیر لینارد» و پاسکال بویر پیشنهاد می‌کنند که انسان‌ها «سیستم احتیاط خطر» را فرگشت داده‌اند که به آن‌ها اجازه می‌دهد تهدیدهای بالقوه در محیط را شناسایی کنند و تلاش کنند به‌طور مناسب واکنش نشان دهند.

### رفتارهای آیینی
یکی از ویژگی‌های روان‌شناسی شهودی ذهن ما این است که انسان‌ها به امور انسان‌های دیگر علاقه‌مند هستند. این ممکن است منجر به گرایش به مفاهیم عوامل ماوراءطبیعی و ارتباط دادن آن با اخلاق شود. علاوه بر این، حضور اجساد مرده حالت شناختی ناراحت‌کننده‌ای ایجاد می‌کند که در آن رؤیاها و سایر پودمان‌های ذهنی (شناسایی فرد و پیش‌بینی رفتار) جدا از واقعیت ادامه می‌دهند و این گمان را ایجاد می‌کنند که مرده‌ها به نوعی هنوز در اطراف هستند. هنگامی که این امر با استعداد انسان برای دیدن بدبختی به عنوان یک رویداد اجتماعی همراه شود (به عنوان مسئولیت اخلاقی شخصی و نه نتیجه فرآیندهای مکانیکی) ممکن است «تمایل به تبادل» (آیین) را در انسان فعال کند که اذهان، سوگواران را وادار به تلاش برای تعامل و معامله با عوامل ماوراءطبیعی می‌کند.
آیین/ مناسک می‌تواند به افراد کمک کند تا بر انواع دیگر ترس و اضطراب غلبه کنند. روان‌شناس فرهنگی، میشل جی. گلفاند می‌گوید، «در مناطقی که بلایای طبیعی و بیماری رایج است و خطر خشونت و بیماری زیاد است، جوامع تمایل دارند مقیدتر شوند، به این معنی که هنجارهای اجتماعی قوی‌تر و تحمل کمتری برای رفتار انحرافی دارند. آنها همچنین تمایل بیشتری به مذهبی بودن دارند و اولویت بالایی برای رفتارهای مناسکی قائل هستند. وقتی همه ما به‌طور همزمان حرکت می‌کنیم، یا همان اعمال را به روشی قابل پیش‌بینی انجام می‌دهیم، همان‌طور که مناسک اغلب نیاز دارند، می‌تواند یک حس اطمینان بخشی از با هم بودن ایجاد کند و در مواجهه با خطر، همکاری گروهی ممکن است موضوع مرگ و زندگی باشد.» انسان‌شناس هلندی، کارل ون شایک معتقد است که بسیاری از آیین‌های اجتماعی از زمانی که انسان‌ها زندگی در گروه‌های بزرگ‌تری را آغاز کردند، به‌ویژه پس از آن‌که کشاورزی باعث شد جمعیت‌های بزرگ‌تری در یک مکان زندگی کنند، سرچشمه گرفته‌اند. او می‌گوید: «این تصمیم سرنوشت‌ساز انسان‌ها را در معرض انواع خشونت‌ها، فاجعه‌ها و بیماری‌ها قرار داد، از درگیری‌های درون گروهی گرفته تا جنگ بین گروه‌ها تا بیماری‌های عفونی که می‌توانست به سرعت در تمام روستاها گسترش یابد. انسان تمایل داشت هر بدشانسی را به‌عنوان کاری تعبیر کند که یک روح، یک شیطان یا خدا در ارتباط با او انجام می‌دهد، شاید به این دلیل که رفتار ما آنها را ناراحت و ناراضی می‌کند؛ بنابراین انسان سعی کرد راهی برای انجام کارهایی پیدا کند که از تکرار چنین بلایایی جلوگیری کند.»
در یک گروه به اندازه کافی بزرگ، برخی افراد در این مراسم نسبت به دیگران ماهرتر به نظر می‌رسند و متخصص خواهند شد. همان‌طور که جوامع رشد می‌کنند و با جوامع دیگر روبرو می‌شوند، رقابت به وجود می‌آید و یک اثر «بقای بهترین‌ها» ممکن است باعث شود که متخصصین مفاهیم خود را اصلاح کنند تا نسخه ای انتزاعی‌تر و قابل قبول‌تر ارائه دهند. در نهایت متخصصین یک گروه یا صنف منسجم با اهداف سیاسی همراه خود (دین) را تشکیل می‌دهند.

### انکار مرگ
استیون جی گولد دین را به عنوان نمونه ای از اکسپتاسیون یا اسپندرال (زیست‌شناسی) (یک ویژگی که خودش سازگاری به حساب نمی‌آید بلکه اثر جانبی یک سازگاری (زیست‌شناسی) دیگر است) او پیشنهاد زیگموند فروید را مطرح می‌کند که مغزهای بزرگ ما که به دلایل دیگر فرگشت یافته است، منجر به آگاهی می‌شود. آغاز هوشیاری انسان‌ها را مجبور کرد تا با مفهوم مرگ و میر شخصی برخورد کنند. شاید دین یکی از راه حل‌های این مشکل بوده است.
نظریه مدیریت وحشت یک نظریه روان‌شناسی اجتماعی و هم روان‌شناسی فرگشتی است که در اصل توسط جف گرینبرگ، شلدون سولومون و تام پیشزینسکی ارائه شده است. و در کتاب خود کرم در هسته: در مورد نقش مرگ در زندگی (۲۰۱۵) تدوین شده است. نظریه مدیریت وحشت پیشنهاد می‌کند که یک تعارض روان‌شناختی اساسی ناشی از داشتن غریزه حفظ جان است، در حالی که انسان درک می‌کند که مرگ اجتناب‌ناپذیر و تا حدی غیرقابل پیش‌بینی است. این تضاد در انسان موجب پدید آمدن اضطراب می‌شود، که از طریق گریزگرایی و باورهای فرهنگی که با واقعیت بیولوژیکی مقابله می‌کنند با اشکال معنادار و ماندگارتر معنا و ارزش مدیریت می‌شود. اساساً در روش مقابله اهمیت دادن به شخص توسط فرهنگ نمادین، جایگزین بی‌اهمیتی شخص می‌شود با مرگ نمود پیدا می‌کند.
بارزترین نمونه‌های ارزش‌های فرهنگی که اضطراب مرگ را تسکین می‌دهند، مواردی هستند که به معنای واقعی کلمه جاودانگی را ارائه می‌کنند (مثلاً اعتقاد به زندگی پس از مرگ از طریق دین).
.
با این حال، نظریه مدیریت وحشت همچنین استدلال می‌کند که ارزش‌های فرهنگی دیگر - از جمله آن‌هایی که ظاهراً با مرگ ارتباطی ندارند - جاودانگی نمادین را ارائه می‌کنند. به عنوان مثال، ارزش‌های هویت ملی برجا گذاشتن نسلی از خود، فرزندان، دیدگاه‌های فرهنگی در مورد جنسیت، و برتری انسان نسبت به حیوانات به کاهش دادن اضطراب مرگ مرتبط است. در بسیاری از موارد تصور می‌شود که این ارزش‌ها جاودانگی نمادین را ارائه می‌دهند، الف) با ارائه این احساس که فرد بخشی از چیزی بزرگتر است که در نهایت از فرد بیشتر خواهد ماند (مانند کشور، دودمان، گونه)، یا ب) برتری دادن هویت نمادین خود بر طبیعت بیولوژیکی (یعنی شخص دارای یک شخصیتی است که انسان را بیش از یک کره سلولی می‌کند).>
بر پایه این نظریه وحشت نابودی مطلق چنان اضطرابی عمیق - البته ناخودآگاه - در انسان ایجاد می‌کند که زندگی خود را صرف تلاش برای معنا دادن به مسئله مرگ می‌کند. در مقیاس‌های بزرگ، جوامع نمادهایی را می‌سازند: قانون، خوشحالی، فرهنگ و نظام اعتقادی برای توضیح اهمیت زندگی و تعریف ویژگی‌ها، مهارت‌ها و استعدادهای خارق‌العاده، در این راستا به کسانی که به این ویژگی‌ها پایبند هستند پاداش داده می‌شود یا دیگرانی که به این نوع جهان‌بینی پایبند نیستند مجازات یا کشته می‌شوند. پایبندی به این نمادهای ایجاد شده به تسکین فشارهای روانی مرتبط با واقعیت مرگ و میر کمک می‌کند.
اگرچه انسان‌ها احتمالاً شروع به استفاده از توانایی‌های شناختی نوظهور خود برای برآوردن نیازهای اساسی مانند تغذیه و یافتن جفت کرده‌اند، نظریه مدیریت وحشت استدلال می‌کند که آگاهی از مرگ به یک محصول جانبی بسیار مخرب برای عملکردهای تطبیقی قبلی تبدیل شد. اضطراب مرگ تهدیدی برای تلاش انسان برای بقا بود و بنابراین نیاز به توجه داشت. هر شکل‌گیری اجتماعی یا عملی که قرار بود به‌طور گسترده توسط توده‌ها پذیرفته شود، باید ابزاری برای مدیریت چنین وحشتی فراهم کند. راهبرد اصلی برای انجام این کار، تبدیل شدن به فردی با ارزش در دنیایی با معنا کسب عزت نفس [از طریق] ایجاد و حفظ فرهنگ بود، زیرا این امر با احساس بی‌اهمیتی توسط مرگ مقابله می‌کند و موارد زیر را ارائه می‌کند.
1. جاودانگی نمادین، از طریق میراث فرهنگی که فراتر از خود فیزیکی زندگی می‌کند («اهمیت زمینی»)
2. جاودانگی تحت‌اللفظی، وعده عمر یا زندگی پس از مرگ («اهمیت کیهانی») که در ادیان برجسته شده است.[۵۵]

انسان‌شناسی فرهنگی، ارنست بکر نویسنده کتاب انکار مرگ استدلال می‌کند که تضاد بین پروژه‌های جاودانگی متناقض (به ویژه در دین) منبع اصلی خشونت در جهان است مانند جنگ، نسل‌کشی، نژادپرستی، ملی‌گرایی و به همین ترتیب، زیرا پروژه‌های جاودانگی که با یکدیگر در تضاد هستند، باورهای اصلی و احساس امنیت فرد را تهدید می‌کند.

### تکیه کودک بر تجارب اندوخته شده نسل‌های قبل
ریچارد داوکینز از فرضیه محصول جانبی بودن دین دفاع می‌کند و استدلال می‌کند که بقای گونه انسان بیش از هر گونهٔ دیگر متکی بر تجارب اندوخته شدهٔ نسل‌های پیشین ما است. برای بقا و بهزیستی کودک، این تجارب باید به او منتقل شوند. مغز کودک یک قاعدهٔ سرانگشتی دارد که برایش مزیتی در انتخاب طبیعی ایجاد می‌کند. به عبارت دیگر انتخاب طبیعی مغز کودک را چنان ساخته که هر چه را که والدین و بزرگان قبیله به او بگویند باور کند و بدون چون و چرا به بزرگ‌ترهای خود اعتماد می‌کند. از دیدگاه بقای داروینی، دلایلی عالی برای زودباوری کودک و اعتمادش به والدین و بزرگ‌ترهای معتمد والدین هست. یک پیامد مستقیم زودباوری این است که کودک به هیچ رو نمی‌تواند میان توصیه‌های خوب و بد تمایز قائل شود. همین مطلب در مورد گزاره‌های مربوط به جهان، کیهان، اخلاق‌ها و سرشت بشر نیز صادق است و بسیار محتمل است که وقتی کودک بزرگ شد و بچه‌دار شد، طبعاً با همان جدیت همهٔ آموخته‌هایش را – چه مهمل و چه مفید – به فرزندان خود منتقل کند. در این مدل، باید انتظار داشته باشیم که در نقاط جغرافیایی مختلف، باورهای دلبخواه مختلف، که هیچ‌کدام پایه ای در واقعیت ندارند، به ارث برسند، و با همان قوتی مقبول نسل‌های پیاپی واقع شوند که حکمت‌های سنتی مفیدی مانند اینکه کود دادن به زمین برای کشت مفید است. همچنین باید انتظار داشته باشیم که خرافات و دیگر باورهای کاذب به‌طور محلی تکامل یابند – یعنی با گذر نسل‌ها تغییر کنند. این تغییر باورها می‌تواند یا به‌طور کتره ای و تصادفی باشد یا اینکه نظیر انتخاب داروینی باشد، یعنی با گذر نسل‌ها، باورهای هم‌ریشه واگرا شوند. درست مانند زبان‌هایی که نیای مشترکی دارند، و به تدریج با گذر زمان و فاصلهٔ جغرافیایی، از هم دورتر و دورتر می‌شوند. با توجه به قابل برنامه‌ریزی بودن مغز کودک، به نظر می‌رسد که همین نکته در مورد شکل‌گیری باورهای بی‌پایه و امر و نهی‌های دلبخواه در طی نسل‌ها نیز صادق باشد.

## الگوهای رفتاری یا میم‌ها
ریچارد داوکینز در «ژن خودخواه» (۱۹۷۶) می‌گوید میم‌های فرهنگی مانند ژن‌ها عمل می‌کنند زیرا در معرض انتخاب طبیعی هستند. داوکینز در «پندار خدا» (۲۰۰۶) استدلال می‌کند که چون حقایق دینی را نمی‌توان زیر سؤال برد، ماهیت آنها مذاهب را تشویق می‌کند که مانند «ویروس‌های ذهنی» منتشر می‌شوند. در چنین تصوری، افرادی که قادر به زیر سؤال بردن باورهای خود نیستند، از نظر بیولوژیکی مناسب تر از افرادی هستند که قادر به زیر سؤال بردن باورهای خود هستند؛ بنابراین، می‌توان نتیجه گرفت که متون مقدس یا سنت شفاهی نوعی الگوی رفتاری ایجاد می‌کنند که سازگاری زیستی را برای افراد مؤمن بالا می‌برد. افرادی که توانایی به چالش کشیدن چنین باورهایی را داشتند، حتی اگر باورها بسیار نامحتمل بود، در میان جمعیت نادرتر می‌شدند. (به انکارگرایی مراجعه کنید)
میمتیک، ایده‌ها را نوعی ویروس می‌بیند که گاهی علی‌رغم حقیقت و منطق منتشر می‌شود. اصل آن این است: باورهایی که زنده می‌مانند لزوماً درست نیستند، قوانینی که زنده می‌مانند لزوماً منصفانه نیستند و آیین‌هایی که زنده می‌مانند لزوماً ضروری نیستند. ایده‌هایی که زنده می‌مانند، بقا پیدا می‌کنند زیرا در «زنده ماندن» خوب هستند.
جک بالکین فیلسوف آمریکایی بیان می‌کند که فرهنگ یک سیستم ارثی است: ما الگوهای فرهنگی خود را از اطرافیان خود به ارث می‌بریم و آن را به کسانی که به نوبه خود با آنها ارتباط برقرار می‌کنیم، منتقل می‌کنیم.

### تأثیرات فرگشتی روی میم‌ها
داوکینز به سه شرطی که برای وقوع فرگشت باید وجود داشته باشد اشاره کرد:
1. تنوع، یا معرفی تغییرات جدید به عناصر موجود؛
2. وراثت یا تکثیر، یا ظرفیت ایجاد کپی از عناصر؛
3. دیفرانسیل «سازگاری»، یا فرصتی برای اینکه یک عنصر کم و بیش متناسب با محیط باشد نسبت به یک عنصر دیگر.

داوکینز تأکید می‌کند که فرایند فرگشت به‌طور طبیعی هر زمان که این شرایط وجود داشته باشند اتفاق می‌افتد و فرگشت فقط برای عناصر آلی مانند ژن‌ها اعمال نمی‌شود. او میم‌ها را نیز دارای ویژگی‌های لازم برای فرگشت می‌داند و بنابراین فرگشت میم را نه صرفاً مشابه فرگشت ژنتیکی، بلکه پدیده ای واقعی و تابع قوانین انتخاب طبیعی می‌داند. داوکینز خاطرنشان کرد که همان‌طور که ایده‌های مختلف از یک نسل به دیگری منتقل می‌شوند، ممکن است بقای افرادی که آن ایده‌ها را به دست می‌آورند افزایش دهند یا از آن بکاهند یا بر بقای خود ایده‌ها تأثیر بگذارند. برای مثال، یک فرهنگ خاص ممکن است طرح‌ها و روش‌های منحصربه‌فردی برای ساخت ابزار ایجاد کند که به آن مزیت رقابتی نسبت به فرهنگ دیگر بدهد؛ بنابراین، هر طرح ابزار تا حدودی شبیه به ژن بیولوژیکی عمل می‌کند، زیرا برخی از جمعیت‌ها آن را دارند و برخی دیگر ندارند، و عملکرد میم مستقیماً بر حضور طرح در نسل‌های آینده تأثیر می‌گذارد. داوکینز با رعایت این تز که در فرگشت می‌توان ارگانیسم‌ها را صرفاً به‌عنوان «میزبان» مناسب برای تولید مثل ژن‌ها در نظر گرفت، استدلال می‌کند که می‌توان افراد را به‌عنوان «میزبان» برای تکثیر میم‌ها در نظر گرفت. در نتیجه، یک میم موفق ممکن است نیازی به ارائه هیچ مزیتی برای میزبان خود داشته باشد یا نداشته باشد.
برخلاف فرگشت ژنتیکی، فرگشت الگوهای رفتاری می‌تواند هر دو ویژگی داروینیسم و لامارکیسم را نشان دهد. میم‌های فرهنگی ویژگی وراثت لامارکی را دارند زمانی که میزبان بخواهد الگوی داده شده را از طریق استنتاج به جای کپی کردن دقیق آن تکرار کند. به عنوان مثال، انتقال یک مهارت ساده مانند چکش زدن میخ را در نظر بگیرید، مهارتی که زبان آموز از تماشای نمایش بدون تقلید از هر حرکت گسسته‌ای که توسط معلم در نمایش الگوبرداری شده است، تقلید می‌کند. سوزان بلک‌مور تفاوت بین دو حالت وراثت را در فرگشت میم‌ها متمایز می‌کند و حالت داروینی را «کپی کردن دستورالعمل‌ها» و لامارکی را به عنوان «کپی کردن محصول» توصیف می‌کند.
خوشه‌هایی از میم‌ها، یا «میمپلکس» (همچنین به‌عنوان «مجموعه‌های میم» شناخته می‌شوند)، مانند آموزه‌ها و نظام‌های فرهنگی یا سیاسی، نیز ممکن است در پذیرش میم‌های جدید میمپلکس‌ها شامل گروه‌هایی از میم‌ها هستند که با هم تکثیر می‌شوند و با هم تطبیق می‌یابند. میم‌هایی که در یک میمپلکس موفق قرار می‌گیرند ممکن است با «بر کول سوار شدن» در مورد موفقیت میمپلکس مورد پذیرش قرار گیرند.
به عنوان مثال، جان دی. گوتش در مورد انتقال، جهش و انتخاب میمپلکس‌های مذهبی و میم‌های خداباورانه موجود بحث می‌کند. میم‌های خداباورانه مورد بحث شامل «منع اعمال جنسی ناهنجار از نظر باروری مانند زنا با محارم، زنا، همجنس‌گرایی، حیوان‌خواهی، اختگی و فحشای مذهبی» است که ممکن است انتقال عمودی میمپلکس مذهبی والدین را افزایش داده باشد. میم‌های مشابه در اکثر میمپلکس‌های مذهبی گنجانده می‌شوند و با گذشت زمان سخت‌تر می‌شوند. آنها به یک «قانون خدشه ناپذیر» یا مجموعه جزم‌اندیشی تبدیل می‌شوند و در نهایت به قانون سکولار راه پیدا می‌کنند. این را می‌توان به عنوان انتشار یک تابو نیز نامید.

### میمتیک‌های خداباور و ارتباط با توان انسان برای بقا و تولیدمثل
«جان دی. گوتش» عقیده دارد که در مقطعی از تاریخ فرگشت بشر، خودآگاهی انسان به خلأ در تفسیر و درک انسان از دنیای خود پی برد. در این مقطع انسان‌ها به پاسخ‌هایی نیاز داشتند تا ترس‌ها و اضطراب‌های ناشی از آگاهی از ناشناخته‌ها و اضطراب مرگ را کاهش دهند. مفهوم خدا این خلأ را پر کرد. با پیدایش نگارش در حدود ۶۰۰۰ سال پیش، ویژگی‌های خدا و رابطه بین انسان و خدا شکلی دائمی و پاک نشدنی به خود گرفت. این فرم‌های نوشتاری می‌توانند سه اثر متفاوت بر توانایی زیستی مخزن ژن داشته باشند: مثبت، منفی یا خنثی (بدون اثر). آنچه در جدول زیر برای حمایت از این مدل نشان داده شده است این است که ادبیات خداباورانه در معرض انتخاب قرار گرفته است. ادبیات خداباورانه تقویت کننده برازش باقی مانده است تا تبدیل به قانون شود. ادبیات خداباوری که نقش کم کردن توان برای بقا و تولیدمثل را داشتند، از انتخاب جان سالم به در نبرده و منقرض شده است.
| الگوی رفتاری                  | دین بابلی ۱۷۵۰ ق. م | دین کنعانی ۱۴۰۰ ق. م | یهودی ۷۰۰ ق. م | یهودی ۱۱۰۰ میلادی | مسیحی (کلیسای کاتولیک) ۱۱۰۰ میلادی | اسلام ۱۱۰۰ میلادی | مسیحی (کاتارها) ۱۱۰۰ میلادی | مسیحی شیکرها ۱۸۰۰ میلادی | مسیحی (معبد مردم) ۱۹۷۷ میلادی |
| ----------------------------- | ------------------- | -------------------- | -------------- | ----------------- | ---------------------------------- | ----------------- | --------------------------- | ------------------------ | ----------------------------- |
| خدا                           | معتقد               | معتقد                | معتقد          | معتقد             | معتقد                              | معتقد             | معتقد                       | معتقد                    | معتقد                         |
| آفرینش‌گرایی                   | معتقد               | معتقد                | معتقد          | معتقد             | معتقد                              | معتقد             | معتقد                       | معتقد                    | معتقد                         |
| زندگی پس از مرگ               | معتقد               | معتقد                | معتقد          | معتقد             | معتقد                              | معتقد             | معتقد                       | معتقد                    | معتقد                         |
| خودکشی                        | نامشخص              | نامشخص               | منع            | منع               | منع                                | منع               | تشویق                       | منع                      | تشویق                         |
| قربانی‌کردن کودک               | منع                 | فعال                 | فعال           | منع               | منع                                | منع               | منع                         | منع                      | منع                           |
| ازدواج                        | تشویق               | تشویق                | تشویق          | تشویق             | تشویق                              | تشویق             | منع                         | منع                      | تشویق                         |
| طلاق                          | مجاز                | نامشخص               | مجاز           | مجاز              | منع                                | مجاز              | منع                         | منع                      | منع                           |
| احترام والدین                 | تشویق               | تشویق                | تشویق          | تشویق             | تشویق                              | تشویق             | تشویق                       | تشویق                    | تشویق                         |
| چندهمسری                      | جایز                | جایز                 | جایز           | منع               | منع                                | مجاز              | منع                         | منع                      | منع                           |
| زنا با محارم                  | منع                 | تشویق                | منع            | منع               | منع                                | منع               | منع                         | منع                      | منع                           |
| رابطهٔ جنسی با همجنس           | نامشخص              | منع                  | منع            | منع               | منع                                | منع               | منع                         | منع                      | منع                           |
| فحشای مذهبی                   | نامشخص              | تشویق                | منع            | منع               | منع                                | منع               | منع                         | منع                      | منع                           |
| ازدواج با خارجی               | نامشخص              | نامشخص               | نامشخص         | ممنوع             | نامشخص                             | نامشخص            | نامشخص                      | نامشخص                   | نامشخص                        |
| شاخص توان برای بقا و تولیدمثل | کم / متوسط          | کم                   | متوسط          | بالا              | بالا                               | بالا              | کم                          | کم                       | صفر                           |

بیشتر تورات مربوط به ترسیم یک نظم جهانی معتبر است: ماهیت خدا، اعتبار خدا، رابطه خدا با انسان، و رفتارهای لازم برای کسب تقدس. اکثریت ۶۱۳ فرمان در تورات به این موضوعات اختصاص دارد. با این حال، در تاریخ طولانی و پر فراز و نشیب عبرانیان، شریعت باید برای تناسب با زمان، اصلاح می‌شد (جهش). ثبات قابل توجه قانون یهودی که از انبوه جمعیت‌های خاور نزدیک باستان پدید آمده است، به دلیل ادغام میم‌های خداباورانه بالابرنده توان برای بقا و تولیدمثل و رد میم‌های کاهش‌دهنده توان برای بقا و تولیدمثل است. با این حال، جمعیت عبری، در وضعیت بسیار باثبات توانایی زیستی خود، توسط قوانینی علیه ازدواج‌های مختلط محدود شدند. قانون مسیحی غیریهودیان و یهودیان ناراضی را قادر ساخت تا به همان سطح توانایی زیستی جمعیت یهودی برسند. قانون مسیحی که توسط بسیاری از مردم پذیرفته شده بود، توانست استراتژی‌های توانایی زیستی با ثبات کمتری را در سراسر امپراتوری روم تحت تأثیر قرار دهد. برای جمعیت‌های عرب که با شریعت شرک (دین) زندگی می‌کردند، محمد یک یکتاپرستی یهودی-عربی ایجاد کرد، که اساساً همان الگوهای رفتاری خداباورانه‌ای که در تورات عبری وجود دارد، در قرآن گنجانده شده است. در طول تاریخ بشر، برخی از جمعیت‌ها مِم‌های خداباورانه جهش‌یافته را فرض کرده‌اند که برای توانایی زیستی مضر بودند. شیکرها مسیحی نمونه بارز یک جمعیت مذهبی هستند که جهش مرگبار میمتیک خداباورانه تجرد را در خود جای داده‌اند.

## نظریه تأثیر بر محیط زیست

### انسان‌محوری
انسان‌محوری، دیدگاه فلسفی با این استدلال که انسان مرکزی یا مهم‌ترین موجود در جهان است. این یک باور اساسی است که در بسیاری از ادیان نهفته است. انسان‌محوری انسان را جدا از طبیعت و برتر از آن می‌داند و معتقد است که زندگی انسان دارای ارزش ذاتی است در حالی که سایر موجودات (از جمله حیوانات، گیاهان، منابع معدنی و غیره) منابعی هستند که ممکن است به‌طور موجهی به نفع نوع بشر مورد بهره‌برداری قرار گیرند. بسیاری از علمای اخلاق، ریشه‌های انسان‌محوری را در داستان آفرینش می‌یابند که در کتاب پیدایش در کتاب مقدس یهودی-مسیحی بیان شده است، که در آن انسان‌ها به شکل خدا آفریده شده‌اند و به آنها دستور داده شده است که زمین را تحت سلطه خود درآورند و بر همه چیز «تسلط داشته باشند». موجودات زنده دیگر این قطعه به عنوان نشانه ای از برتری بشریت بر طبیعت و به مثابه چشم پوشی ابزاری از طبیعت تعبیر شده است، جایی که جهان طبیعی فقط به این دلیل ارزش دارد که برای نوع بشر مفید باشد. در دهه ۱۹۷۰، محققانی که در حوزه آکادمیک در حال ظهور اخلاق زیست‌محیطی کار می‌کردند، دو چالش اساسی را برای انسان‌محوری مطرح کردند: آنها این سؤال را مطرح کردند که آیا انسان باید برتر از سایر موجودات زنده در نظر گرفته شود یا خیر، و همچنین پیشنهاد کردند که محیط طبیعی ممکن است دارای ارزش ذاتی مستقل از سودمندی آن برای نوع بشر باشد.
لین وایت استاد تاریخ قرون وسطی در دانشگاه پرینستون مدعی شده است که بحران زیست‌محیطی کنونی ما در اصل، معلول «نخوت مسیحیت متعارف نسبت به طبیعت» است. به اعتقاد او نخوت، در نگرش انسان‌مدارانه و تحکم‌آمیزی ریشه دارد که سابقه‌اش به سفر پیدایش و کتاب مقدس بازمی‌گردد؛ مخصوصاً به آیه ۲۸، از باب اول آن که در آن آمده است:
«و خدا ایشان آدم و حوا را برکت دارد و به ایشان گفت: «بارور باشید و کثیر شوید، زمین را پر سازید و بر آن تسلط یابید. بر ماهیان دریا، پرندگان آسمان و همه جانورانی که بر روی زمین زندگی می‌کنند، سروری و حکومت کنید». به نظر لین وایت، دین مسیحیت یکی از انسان‌محوری‌ترین دین‌هاست که انسان را محور قرار داده است تا بتواند بر طبیعت مسلط شود.»

وایت بیان می‌کند 
 مسیحت با از میان برداشتن جاندارانگاری (اعتقاد به اینکه در اشیای طبیعی روح) است، این امکان را فراهم آورد که انسان با روحیه‌ای که به احساسات اشیای طبیعی بی‌اعتناست، از طبیعت بهره‌کشی کند. این طرز تلقی باعث شده که در زمین، ویرانی به بار آورده شود و محیط زیست تخریب شود. وایت همچنین اظهار می‌کند که تا زمانی که این اصل موضوع مسیحیت که طبیعت، هیچ فلسفه وجودی‌ای جز خدمت به انسان ندارد، را طرد نکنیم، همچنان با بحران زیست‌محیطی رو به رو خواهیم بود.

### انکار مرگ در ارتباط باانکار تغییر اقلیم
آلف هورنبورگ، دانشمند در زمینه انسان‌شناسی و بوم‌نشانه‌شناسی، بیان کرده است که انواع راه‌های کیهان‌شناختی وجود دارد که انسان برای مقابله با این حقیقت که مردم واقعاً می‌میرند، استفاده می‌شود. یادگیری در مورد رستاخیز و زندگی ابدی یا تناسخ در بودیسم و هندوئیسم دارید، از جمله چنین راه‌های انکار مرگ است. او نوشته است:
 ۱۷۰۰۰ دانشمند در سرتاسر جهان وجود دارند که می‌گویند این سیاره تا ۱۰۰ سال آینده تا حد زیادی غیرقابل سکونت خواهد بود. برداشت فوری من از رابطه ما با تغییرات آب و هوا و رابطه ما با مرگ این است که هر دو انکار شده‌اند. ما طوری به زندگی خود ادامه می‌دهیم که گویی هرگز قرار نیست بمیریم، گویی جای نگرانی یا فکر کردن نیست. همین امر در مورد تغییرات آب و هوایی نیز صدق می‌کند. به نوعی، روش ما برای
انکار تغییر اقلیم، نسخه بزرگ‌نمایی شده انکار مرگ ما است. از نظر روان‌شناسی، تا زمانی که مرگ به ما خیلی نزدیک نشده باشد، آمادگی پذیرش آن را نداریم. چیزی است که ما آن را زیر فرش جارو می‌کنیم. من فکر می‌کنم این دلیلی است که چرا ما تغییرات آب و هوایی را به عنوان چیزی که باید رفتار ما را تغییر دهد نمی‌پذیریم؛ زیرا این چیزی بیش از حد فاجعه‌بار است که حتی نمی‌توان آن را تصور کرد.

## در آینده
فرانس د وال، نخستی‌شناس می‌گوید: «من شک دارم که دین ناپدید شود. من فکر نمی‌کنم این یک گزینه واقعی برای نوع بشر باشد. شاید بتوان آن را با چیز بهتری جایگزین کرد، اما نمی‌تواند ناپدید شود.»
دانبار در پایان کتاب دین چگونه تکامل یافت و چرا ماندگار شد؟ نوشته است که «دین یک ویژگی عمیقاً انسانی است و اینکه چیزی که جایگزین [آن] در امور انسانی شود دشوار است. دین به عنوان یک پدیده احتمالاً به حیات خود ادامه خواهد داد، البته بدون شک با محتوای متفاوت.»